# My Baby (band)
My Baby is een Nederlandse band, opgericht in Amsterdam. My Baby ontstond in 2012 uit drie leden van de Amsterdamse soulband The Souldiers, te weten zangeres-bassiste Cato van Dijck (Marken, 1988), haar broer Joost van Dijck (Marken, 1983) op drums en gitarist Daniel de Vries (Amsterdam, 1981).

## Geschiedenis

### Oprichting enMy baby loves voodoo!(2012-2014)
Cato en Joost van Dijck speelden een aantal jaar in de Amsterdamse soulband The Souldiers, samen met hun familieleden. Een gezamenlijke kennis (Frank Sutherland, de gitaarleraar van Joost) introduceerde Joost en de in Nieuw-Zeeland opgegroeide De Vries aan elkaar. De twee gingen samen musiceren en al snel ontstond het idee om een band te beginnen. Terwijl zij aan hun eerste albumopnames werkten, werden zij uitgenodigd door Larry Graham, voormalig bassist van Sly & the Family Stone, om hem te begeleiden tijdens diens tour in Nederland. In 2012 traden zij samen op in de Effenaar en Paradiso en in 2013 in de North Sea Jazz Club. Ook waren ze samen op tv te zien bij De Wereld Draait Door. 
In 2013 werd het debuutalbum My baby loves voodoo! uitgebracht op het jazzlabel Embrace Recordings. Het jaar erna speelde de band op Eurosonic Noorderslag en Zwarte Cross en in Nieuw-Zeeland en het Verenigd Koninkrijk.

### Shamanaid(2015-2016)
My Baby's tweede album Shamanaid verscheen in 2015. Om het album te promoten trad de band op in het voorprogramma van alle veertien optredens van de Amerikaanse bluesgitarist Seasick Steve tijdens zijn Sonic Soul Tour in het Verenigd Koninkrijk.
Ook speelde My Baby ter promotie van Shamanaid door Europa en speelde het op festivals als Lowlands, Into the Great Wide Open en het Sziget-festival. 2015 was ook het jaar waarin ze zeven keer geprogrammeerd stonden op het Glastonbury Festival.
Later in 2015 werd een heropname van het lied Remedy van het album Shamanaid uitgebracht op ep.

### Prehistoric rhythmenMounaiki – By the bright of night(2017-2018)
Op 10 februari 2017 verscheen de single Love dance. Het derde album Prehistoric rhythm kwam uit op 17 maart en kwam op iTunes binnen op nummer 1. Er kwamen lovende reacties op het album en ze speelden bij onder andere BBC One, BBC 6, Radio X en De Wereld Draait Door.
Datzelfde jaar speelde My Baby op het Isle of Wight Festival. De band speelde op Pinkpop, ze stonden voor de tweede keer op Glastonbury en Down The Rabbit Hole en ze gaven twee shows tijdens het Reeperbahn Festival. Ook stond My Baby in 2017 op #95 in de Cultuur Top 100.
De Prehistoric Rhythm Tour volgde en ging door elf landen. My Baby verkocht het Duitse, Nederlandse, Britse en Oost-Europese deel uit.
Het jaar 2018 begon voor de band met een optreden op Eurosonic Noorderslag. My Baby speelde als eerste "headliner-act" op zowel Eurosonic als Noorderslag. In februari keerde de band terug naar Nieuw-Zeeland voor hun derde tour bestaande uit 15 shows. Onder andere speelde de band op festivals als Evolve Festival, Coastella Festival en Splore Festival.
Hetzelfde jaar is de band door Nationaal Comité 4 en 5 mei aangewezen als Ambassadeur voor de Vrijheid op 5 mei. In het kader daarvan waren de bandleden ook te zien in een documentaire waarin ze vluchtelingenkampen aan de randen van de Europese Unie bezochten.
In juni 2018 mocht de band aankondigen dat zij een maand later op de mainstage van EXIT festival in Servië zouden gaan spelen. Ook was My Baby voor de tweede keer geprogrammeerd op het Sziget Festival in Hongarije. Op 5 oktober verscheen My Baby’s vierde studioalbum Mounaiki – By the bright of night. Om de uitgave van het nieuwe album te vieren kondigde de band een Europese tournee aan. Tijdens de Mounaiki in the club tour” speelde de band 33 shows in 6 verschillende landen waaronder Nederland, Duitsland, het Verenigd Koninkrijk en Hongarije.
De band verkocht hun hele Nederlandse tournee met locaties tot 2000 capaciteit volledig uit.

### Live!(2019-2020)
De eerste 3 maanden van 2019 verbleef de band in Nieuw-Zeeland en Australië voor een tour bestaande uit 16 shows. My Baby speelde onder andere op WOMADelaide in Australië en WOMAD in Nieuw-Zeeland. Na terugkomst begon de band direct aan  het 2e deel van hun “Mounaiki in the club Europa tour”. De tour bestond uit 15 shows in 3 landen; het Verenigd Koninkrijk, Nederland en Duitsland.
Ook was 2019 het jaar waarin de band meermaals in de prijzen viel. In februari 2019 werd het album Mounaiki - By the bright of night beloond met een Edison voor "Best Alternative Album". Dat was niet de enige prijs die de band dit jaar in ontvangst mocht nemen, want in september van dat jaar werd de band uitgeroepen tot winnaar van de Gouden Notekraker 2019, de prijs die door vakgenoten wordt toegekend aan de artiest of band met de meest bijzondere en invloedrijke live-uitvoeringen.
In april 2019 kondigde My Baby aan dat hun nummer Seeing red de nieuwe titelsong is voor de film Baantjer: het begin Daarnaast werd in december  bekendgemaakt dat de band ook de titelsong Everything heeft geschreven en gecomponeerd voor de Nederlandse televisieserie Baantjer. Het nummer is te horen onder de intro van elke aflevering.
Ook in de zomer van 2019 trad de band op, zoals op North Sea Jazz, Lowlands en Ozora festival in Hongarije.Dutch Culture: Ozora. Ozora. Government of the Netherlands. Geraadpleegd op 29 september 2021.  De band speelde hun eerste festivals in de Verenigde Staten, zo waren zij te zien op Lighting in a bottle Festival, Joshua Three Music Festival en The Satellite Festival. Verder speelde My Baby twee shows op Glastonbury, hun derde optreden aldaar.
Na veel verzoeken van zowel fans als media om hun nummers live vast te leggen besloot de band hier gehoor aan te geven. Dit resulteerde in het album Live! dat verscheen op 15 november. Enkele maanden eerder, in mei, kondigde de band een clubtour door Europa in november en december aan om het jaar af te sluiten en ter promotie van het album. De band speelde onder andere shows in het Verenigd Koninkrijk, Frankrijk, België, Kroatië en Nederland. Tevens verscheen er in december een korte documentaire genaamd Who is My Baby. Voor het eerst legde de band voor de camera uit hoe ze zijn gevormd en hoe hun geluid is ontstaan.
In november 2019 werd aangekondigd dat My Baby in februari en maart 2020 terug zouden keren naar Nieuw-Zeeland om de uitgave van het album Live! te vieren.

### Sake sake sake(2021-heden)
Op 22 april 2022 verscheen het album Sake Sake Sake, dat werd geproduceerd met 22Ghosts (Tjeerd Bomhof en Mathias Janmaat) en Steve Dub. Het album werd voorafgegaan door de singles It's a setup (2021), A dream I dream (2021) en Gasoline (2022). Het album werd positief ontvangen door onder andere OOR Magazine.

## Awards
Het debuutalbum My baby loves voodoo! werd genomineerd voor een Edison in de categorie Jazzism Publieksprijs. My Baby is tweemaal genomineerd voor de NPO Radio 6 Soul & Jazz Awards in de categorie Beste Live Act. In maart 2016 won de band een Edison in de categorie Alternative voor het album Shamanaid. De videoclip van Sunflower sutra werd geselecteerd voor het Los Angeles Music Video Festival 2017. In 2019 werd hun vierde album "Mounaiki - By the bright of night beloond met een Edison voor Best Alternative Album. In september 2019 werd de band uitgeroepen tot winnaar van de Gouden Notekraker 2019.

## Discografie
- My baby loves voodoo!, 2013
- Shamanaid, 2015
- Remedy II EP, 2015
- Prehistoric rhythm, 2017
- Mounaiki – By the bright of night, 2018
- Live!, 2019
- Sake sake sake, 2022
- Echo, 2025